# Comando de Reserva de la Fuerza Aérea
El Comando de Reserva de la Fuerza Aérea, en inglés: Air Force Reserve Command (AFRC), es una importante unidad de la Fuerza Aérea de los Estados Unidos, tiene su sede en la Base de la Fuerza Aérea Robins en el estado de Georgia. Este comando se puso en pie como un importante símbolo de la USAF el 17 de febrero de 1997, anteriormente la Reserva Aérea de la USAF era una unidad aparte.

## Misión
El Comando de la Reserva de la Fuerza Aérea apoya la misión de la USAF en defender a las Estados Unidos a través del control y la explotación del aire y el espacio mediante el apoyo a un compromiso global. El AFRC (por sus siglas en inglés) desempeña un papel integral en el día a día de la misión y trabajo de la Fuerza Aérea, por lo tanto, no representa una fuerza de reserva con el único propósito de prepararse para la guerra sino que también realiza todo tipo de operaciones en apoyo a la comunidad y al país.

## Propósito
El objetivo del Comando Aéreo de la Reserva es el siguiente:
Proporcionar unidades de combate listas y personas para el servicio activo cuando no hay suficientes unidades de formación y personal profesional en el componente regular de la Fuerza Aérea, para realizar cualquier tipo de misión que tenga por objetivo la seguridad nacional.

### Misiones en Tiempo de Paz
Los reservistas de la Fuerza Aérea se encuentran en servicio alrededor del mundo. Además de su papel como una fuerza de combate experimentada y respetada, la Reserva de la Fuerza Aérea también participa en misiones internacionales de ayuda humanitaria, de reparación de carreteras y escuelas, además realiza transporte aéreo de suministros en situaciones de desastres de la naturaleza.
También realiza misiones de fumigación aérea en todo Estados Unidos con C-130 especialmente equipados.

### Capacidades especiales
La Reserva de la Fuerza Aérea tiene algunas capacidades especializadas que no se encuentran en unidades regulares de la USAF. Estos incluyen operaciones en el Ártico con aviones de transporte C-130 equipados con esquíes, también realiza apoyo en lucha contra el narcotráfico, reconocimiento del clima incluyendo sobrevuelos en huracanes, evacuación médica, como ya antes descrito fumigación aérea, y la extinción de incendios forestales.

## Estructura
El comando cuenta con treinta y cinco alas, cuatro grupos, y 73 escuadrones. Cada ala está a cargo de un trabajo específico que se lleva a cabo a través de la colaboración de una variedad de escuadras.

### 4.ª Fuerza Aérea
Sede: Base Aérea de Reserva de March, California.
- Ala Aérea de Movilización N.º 349, Base Aérea Travis, California.
- Ala de Transporte Aéreo N.º 433, Base Aérea de Lackland, Texas.
- Ala de Reabastecimiento Aéreo N.º 434, Base Aérea de Reserva Grissom, Indiana.
- Ala Transporte Aéreo N.º 445, Base Aérea Wright Patterson, Ohio.
- Ala de Transporte Aéreo N.º 446, Base Aérea de McChord, Washington.
- Ala de Aérea de Movilización N.º 452, Base Aérea de Reserva March, California.
- Ala de Reabastecimiento Aéreo N.º 459, Base Aérea Andrews, Maryland.
- Ala de Reabastecimiento Aéreo N.º 507, Base Aérea Tinker, Oklahoma.
- Grupo de Apoyo Regional N.º 624, Base Aérea Hickam, Hawái.
- Ala de Reabastecimiento Aéreo N.º 916, Base Aérea Seymour Johnson, Carolina del Norte.
- Ala de Reabastecimiento Aéreo N.º 927, Base Aérea MacDill, Florida.
- Ala de Reabastecimiento Aéreo N.º 931, Base Aérea McConnell, Kansas.
- Ala de Reabastecimiento Aéreo N.º 932, Base Aérea Scott, Illinois.

### 10.ª Fuerza Aérea
Sede: Estación Aérea/Base Aérea de Reserva de Fort Worth, Texas.
- Ala Aérea de Combate N.º 301, Fort Worth, Texas.
- Ala Espacial N.º 310, Base Aérea Schriever, Colorado.
- Grupo Aéreo de Entrenamiento N.º 340, Base Aérea Randolph, Texas.
- Ala de Combate N.º 419, Base Aérea Hill, Utah.
- Ala de Combate N.º 442, Base Aérea Whiteman, Misuri.
- Grupo de Combate N.º 477, Base Aérea Elmendorf, Alaska.
- Ala de Combate N.º 482, Base Aérea Homestead, Florida.
- Grupo de Apoyo Regional N.º 610.
- Ala N.º 917, Base Aérea Barksdale, Luisiana.
- Ala de Operaciones Especiales N.º 919, Base Aérea Duke, Florida.
- Ala de Rescate N.º 920, Base Aérea Patrick, Florida.
- Grupo N.º 926, Base Aérea Nellis, Nevada.
- Ala de Reabastecimiento Aéreo N.º 940, Base Aérea Beale, California.
- Ala de Combate N.º 944, Base Aérea Luke, Arizona.

### 22.ª Fuerza Aérea
Sede: Base Aérea de Reserva Dobbins, Georgia.
- Ala de Transporte Aéreo N.º 94, Base Aérea de Reserva Dobbins, Georgia.
- Ala de Transporte Aéreo N.º 302, Base Aérea Peterson, Colorado.
- Ala de Transporte Aéreo N.º 315, Base Aérea Charleston, Carolina del Sur.
- Ala de Transporte Aérero N.º 403, Base Aérea Keesler, Misisipi.
- Ala de Transporte N.º 439, Base Aérea de Reserva Westover Massachusetts.
- Ala de Transporte N.º 440, Base Aérea Pope Carolina del Norte.
- Ala de Transporte N.º 512 Base Aérea Dover, Delaware.
- Ala Aérea de Movilización N.º 514, Base Aérea McGuire, Nueva Jersey.
- Ala de Transporte N.º 908, Base Aérea Maxwell, Alabama.
- Ala de Transporte N.º 910, Base Aérea de Reserva Youngstown-Warren, Ohio.
- Ala de Transporte N.º 911, Aeropuerto Internacional de Pittsburgh, Pensilvania.
- Ala de Transporte N.º 914, Aeropuerto Internacional Niagara Falls, Nueva York.
- Ala de Transporte N.º 934, Estación Aérea de Reserva Minneapolis-St Paul, Minnesota.